# معركة كركميش
وقعت معركة كركميش حوالي 605 قبل الميلاد، بين جيوش مصر المتحالفة مع ما تبقى من جيش آشور ضد جيوشبابل، المتحالفة مع الميديين، الفرس، السكيثيين. حدثت حينما كان نبوخذ نصر قائدًا عامًا للجيش والملك نبوبولاسر ملكاً على بابل. وبعدها أصبح نبوخذ نصر ملكًا بعد هذه المعركة مباشرةً.

## الخلفية
عندما احتلت عاصمة آشور نينوى من قبل الميديين والسكيثيين والبابليين وحلفائهم عام 612 قبل الميلاد، نقل الآشوريون عاصمتهم إلى حران. وعندما تم أستولى التحالف على حران في 609 قبل الميلاد،  أنهى الإمبراطورية الآشورية، انضمت بقايا الجيش الآشوري كركميش، وهي مدينة خاضعة للحكم المصري، على نهر الفرات. كانت مصر متحالفة مع الملك الآشوري آشور أوباليط الثاني، وسارت في عام 609 قبل الميلاد لمساعدته ضد البابليين.
اعترض جيش الملك المصري نخاو الثاني في مجدو من قبل قوات الملك يوشيا من يهوذا مما تسبب في تأخره عن المعركة. قُتل يوشيا وهُزم جيشه في معركة مجدو.
عبر المصريون والآشوريون معًا نهر الفرات وحاصروا حران، لكنهم فشلوا في استعادته. ثم انسحبوا إلى شمال غرب آشور (فيما يعرف اليوم بشمال شرقي سوريا).

## معركة
واجه المصريون القوة الكاملة للجيش البابلي والميدي بقيادة نبوخذ نصر الثاني في كركميش، حيث تم تدمير القوات المصرية والآشورية المشتركة. توقفت آشور عن الوجود كقوة مستقلة، وتراجعت مصر ولم تعد قوة مهمة في الشرق الأدنى القديم. بلغت بابل ذروتها الاقتصادية بعد 605 ق.م 

## سجلات المعركة
تدعي سجلات نبوخذ نصر، الموجود الآن في المتحف البريطاني، أن نبوخذ نصر «عبر النهر ليواجه الجيش المصري الذي كان يقع في كركركميش. فقاتلوا مع بعضهم البعض وانسحب الجيش المصري من قبله. لقد أنجز هزيمتهم بشكل حاسم. أما باقي الجيش المصري الذي نجا من الهزيمة بسرعة كبيرة لدرجة أنه لم يصلهم سلاح، في منطقة حماة تغلبت القوات البابلية عليهم وهزمتهم حتى لا يهرب رجل واحد إلى بلده. في ذلك الوقت، غزا نبوخذ نصر كامل منطقة حماة.»
كما تم ذكر المعركة ووصفها في الكتاب المقدس، في سفر إرميا. المعركة المذكورة في أخبار الأيام الثاني 35:20 -27 ليست هي نفسها؛ الحدث المشار إليه هناك هو معركة مجدو، التي حدثت قبل أربع سنوات، بالقرب من كركميش أيضًا (أخبار الأيام الثاني 35:20).

## تناقض
ومع ذلك، فمن غير الواضح تاريخيًا ما إذا كان الملك نخاو الثاني مع ملك آشور أم ضده، وفقًا لـ يوسيفوس فلافيوس في سجله «آثار اليهود»  ومعلقون مسيحيون مختلفون، مثل ماثيو هنري  وجون بيتر لانج. تجعل هذه الروايات المعركة وكأن الملك يوشيا إما يحاول بطوليًا إنقاذ الآشوريين من أعدائهم المصريين أو محاولة تجنب أن يحاصرهم العدو المصري.